# I Love You coiffure
 (novembre 2020).
Si vous disposez d'ouvrages ou d'articles de référence ou si vous connaissez des sites web de qualité traitant du thème abordé ici, merci de compléter l'article en donnant les références utiles à sa vérifiabilité et en les liant à la section « Notes et références ».
Pour plus de détails, voir Fiche technique et Distribution.
I Love You coiffure est un téléfilm réalisé par Muriel Robin où elle reprend ses plus grands sketchs avec une cinquantaine de personnalités. Il a été diffusé sur TF1 le 21 décembre 2020.
Muriel Robin a réuni de nombreux artistes pour adapter certains de ses sketchs cultes, tels que Le Salon de coiffure, L'Addition, Le Mariage ou La Réunion de chantier. Ils sont intégrés dans une histoire qui est le fil rouge du téléfilm.

## Synopsis
Liliane et Maud sont sœurs jumelles. La première est une modeste coiffeuse de province alors que la seconde mène la grande vie à Paris. Elles se disputent toutes deux la garde de leur mère.

## Fiche technique
- Titre original : I Love You coiffure
- Réalisation : Muriel Robin
- Scénario : Muriel Robin, d'après les sketchs écrits par elle-même et Pierre Palmade, sur une idée de Franck Saurat
- Photographie : Kika Ungaro
- Montage : Véronique Bruque
- Sociétés de production : Carson Prod, Ptiloup, 13.34 Productions, TF1 Production
- Société de distribution : TF1 Distribution
- Pays de production :  France
- Langue originale : français
- Format : couleur
- Genre : comédie
- Durée : 107 minutes
- Dates de première diffusion :
  - France : 21 décembre 2020 sur TF1

## Distribution
Par ordre d'apparition :
- Muriel Robin : Liliane / Maud Rimbaud / la mère de Liliane et Maud / l'homme seul du reportage
- Vanessa Paradis : Patricia (sketch Le Mariage)
- Pierre Arditi : François Fleury (sketch Le Psychanalyste)
- Élie Semoun : M. Gomez (sketch La Réunion de chantier)
- Régis Laspalès : M. Martin (sketch La Réunion de chantier)
- Nicolas Canteloup : M. Pralon (sketch La Réunion de chantier)
- Ary Abittan : M. Bricou (sketch La Réunion de chantier)
- Anouchka Delon : Chantal (sketch Le Salon de coiffure)
- Alexandra Lamy : Mme Gauvin (sketch Le Salon de coiffure)
- Corinne Masiero : Félicie (sketch Le barbecue)
- Agustín Galiana : M. Pizaiolo (sketch La Réunion de chantier)
- Carole Bouquet : Caroline (sketch La réunion de chantier)
- Laurent Gamelon : M. Firmin (sketch La Réunion de chantier)
- Mimie Mathy : Mme Plantain (sketch Le Salon de coiffure)
- Mathilde Seigner : Sandrine (sketch Le salon de coiffure)
- Françoise Fabian : Mme Boris (sketch Le Salon de coiffure)
- Michèle Bernier : Mme Rignac (sketch Le Salon de coiffure)
- Line Renaud : Mme Vinard (sketch Le Salon de coiffure)
- Michel Fau : Patrick (sketch Le Salon de coiffure)
- François Berléand : le père de Liliane et Maud (sketch La Maison de retraite)
- Louise et Sarah Watbot : Maud et Liliane enfant (sketch La maison de retraite)
- Dave : un passant (sketch La Maison de retraite)
- Chantal Ladesou : une passante (sketch La Maison de retraite)
- Jean-Pierre Foucault : le gitan (sketch La Maison de retraite)
- Marthe Villalonga : la belle-mère du gitan (sketch La Maison de retraite)
- Jérôme Commandeur : le directeur de la maison de retraite (sketch La Maison de retraite)
- Christophe Willem : Bruno (sketch Sacha)
- Jeanfi Janssens : Sacha (sketch Sacha)
- Thierry Ardisson : l'amant de la mère de Liliane et Maud (sketch La Maison de retraite)
- Harry Roselmack : lui-même (sketch La Maison de retraite)
- Charlotte Rampling : la garde d'enfants (sketch Le Nounours)
- Jean Reno : M. Rimbaud (sketch La Veste)
- Anne Le Nen : Françoise (sketch L'Addition)
- Jonathan Lambert : Jeannot (sketch L'Addition)
- Estelle Lefébure : Myriam (sketch L'Addition)
- Roselyne Bachelot : Pilou (sketch L'Addition)
- Vincent Dedienne : Jean-Claude (sketch L'Addition)
- Catherine Lara : Nicole (sketch L'Addition)
- Christophe Dechavanne : François (sketch L'Addition)
- Nikos Aliagas :  Patrick (sketch L'Addition)
- Laëtitia Milot : Sophie (sketch L'Addition)
- Dominique Besnehard : Raoul (sketch L'Addition)
- Sylvie Testud : Geneviève (sketch L'Addition)
- Yves Rénier : un convive au restaurant (sketch L'Addition)
- Pierre Palmade : Jean-Marc (sketch L'Addition)
- Tom Villa : le serveur (sketch L'Addition)
- M. Pokora : le compagnon de Chantal (sketch Final)
- Anne-Claire Coudray : elle-même (sketch Final)

## Audiences
| Nom                            | Date             | Télespectateurs | Part d'audiences |
| ------------------------------ | ---------------- | --------------- | ---------------- |
| I Love You coiffure - Partie 1 | 21 décembre 2020 | 7 750 000       | 28.9%            |
| I Love You coiffure - Partie 2 | 21 décembre 2020 | 5 030 000       | 24.6%            |